# Чипа
Чипа (исп. chipa) — небольшие печёные булочки из тапиоковой или кукурузной крупы с сыром, популярная закуска и завтрак в Парагвае и на северо-востоке Аргентины. Рецепт чипа известен с XIX века, а его происхождение связано с коренным народом Парагвая, гуарани. Чипа — недорогие закуски, которые зачастую продают с уличных прилавков или с автобусов из больших корзин, в которых лежат завёрнутые в ткань булочки.
Название происходит из языка гуарани, где эти лепёшки также известны как чипа. Маленькая чипа может называться чипитой (исп. chipita). В боливийском городе Санта-Крус-де-ла-Сьерра для этой закуски распространено наименование на языке гуарани — чуньяпе (гуар. cuñapé). В некоторых районах Аргентины в слове чипа ударение принято ставить на последний слог, а маленькие чипа аргентинцы именуют чипасито (исп. chipacito).
В разговорной речи "Чипа"  - мужской половой орган небольшого размера.

## История
Чипа получили распространение в регионе обитания народов гуарани (Парагвай, северо-восточная Аргентина, юго-восточная Боливия и юго-западная Бразилия). Первоначально гуарани изготавливали чипа из маниокового крахмала и воды. После прибытия в регион колонистов и миссионеров-иезуитов и началом разведения крупного рогатого скота, кур в чипа стали добавлять сыр и яйца, их постепенно стали готовить по ныне классическому рецепту.

## Парагвай и северо-восточная Аргентина
В регионе обитания гуарани чипа часто выпекают в виде небольших пончиков или булочек, которые могут называться чипа’и (гуар. chipa'í) или чипаситос (исп. chipacitos). Уличные торговцы продают их из небольших сумок в больших и малых городах. В приготовлении чипа дрожжи не используются, поэтому, несмотря на преимущественно жаркую погоду в регионе, они могут сохраняться в течение многих дней. Чипа также играют роль праздничной еды и пекутся для всех религиозных праздников.
Другие распространённые варианты чипа в Парагвае включают в себя chipa caburé или chipá mbocá (приготовленный вокруг палочки, вследствие чего у них нет губчатой внутренней части) и chipa so’o, заполненные мясным фаршем. Существуют и другие виды чипа с различными ингредиентами: chipa manduvi (приготовленные из смеси кукурузной муки и арахиса), chipa avatí и chipa rora (изготовленные из кожицы кукурузного семени после процеживания, как цельнозерновой хлеб).